# 1121년

## 연호
- 북송(北宋) 선화(宣和) 3년
- 요(遼) 보대(保大) 원년
- 금(金) 천보(天輔) 5년
- 일본(日本) 호안(保安) 2년
- 서하(西夏) 원덕(元德) 3년
- 리 왕조(李朝) 티엔푸주에부(天符睿武) 2년

## 기년
- 북송(北宋) 휘종(徽宗) 21년
- 요(遼) 천조제(天祚帝) 21년
- 금(金) 태조(太祖) 7년
- 고려(高麗) 예종(睿宗) 16년
- 서하(西夏) 숭종(崇宗) 36년
- 리 왕조(李朝) 인종(仁宗) 50년

## 사건
{{}}

## 탄생
- 몽골제국의 개국공신 소르칸 시라

- 고려(高麗)의 무신정권(武臣政權) 집권자(執權子) 이의방(李義方)

## 사망
- 프랑스의 철학자이자 신학자 샹포의 기욤
- 중국 북송의 문학가 주방언
- 고려 전기의 문신 최석